# رانگاربینسکترا
رانگاربینسکترا (انگلیسی: Rangárþing ytra)  شهری است که در جنوب ایسلند واقع شده است. صنایع عمده آن شامل گردشگری و کشاورزی است.